# Revolta de Brunei
Es coneix com a revolta de Brunei una revolta del poble de Brunei contra els colons britànics el 8 de desembre de 1962. Va ser liderada per Azahari, cap del partit Rayaart o Rakyat (Partit Popular), que va declarar que comptaven amb el suport del sultà Omar Ali Saifuddien III, afirmació aparentment falsa. Durant la revolució Azahari es va refugiar a les Filipines, país instigador de la revolta; la raó és que les Filipines reclamaven part del nort de Borneo, territori històric de l'Imperi Espanyol, i que, per tant, era contrària que aquesta regió quedés integrada a Malàisia.
La revolta començà quan el sultà Omar acceptà fusionar Brunei amb la Federació de Malàisia, que llavors controlava també Singapur. El Rayaart, que tenia 16 dels 33 diputats de la cambra legislativa, no hi va estar d'acord, ja que la seva intenció era crear un nou estat juntament amb les províncies malàisies de Sabah i Sarawak, escindit de la península de Malaca. La revolta subseqüent, motivada per aquest partit i d'índole popular, va rebre suport dels governs anticolonialistes de Singapur i Indonèsia.
Grups armats, sota el nom d'Exèrcit Nacional del nord de Borneo, es van fer amb la ciutat de Seria, a la zona occidental del territori i de la zona fronterera amb Kuala Belait, a més d'altres punts de la zona, incloent-hi importants zones petrolíferes. Es calcula que agrupaven uns 4000 soldats, dels quals al voltant d'un miler estaven armats correctament.
Les tropes britàniques van actuar immediatament i contundent. Des de Singapur van rebre reforços per via aèria, van passar a l'ofensiva i deu dies després van recuperar Seria. El 14 de desembre ja s'havia sufocat la rebel·lió després de capturar els últims reductes rebels. Alguns petits grups van protagonitzar incidents fins al maig de 1963. En total, es calculen en uns 50 els rebels morts, mentre que les tropes britàniques van perdre un sol soldat gurka i cinc comandos de la Marina durant una operació de rescat a Limbang d'europeus que havien sigut capturats com a ostatges. Es van ferir diverses desenes de britànics i van haver-hi centenars de presoners.
Els líders rebels van ser condemnats i el Rayaart dissolt; tanmateix, el sultà Omar va decidir no integrar Brunei a Malàisia. Aquest havia estat un dels objectius principals dels rebels, juntament amb la participació popular a l'administració i el final del poder autocràtic. La decisió no va ser conseqüència directa de la revolta, sinó que va tenir a veure amb les condicions del tractat, que estipulava menys poder pel sultà i compartir els recursos petrolífers del país.
Finalment, la revolta va ser una de les causes d'una confrontació futura entre Indonèsia i Malàisia, ja que, creient el govern indonesi, liderat per Achmed Sukarno, que la creació de la Federació de Malàisia era impopular, aquest va mostrar la intenció d'adherir tota l'illa de Borneo al seu país.